# Synagoge (Quatzenheim)

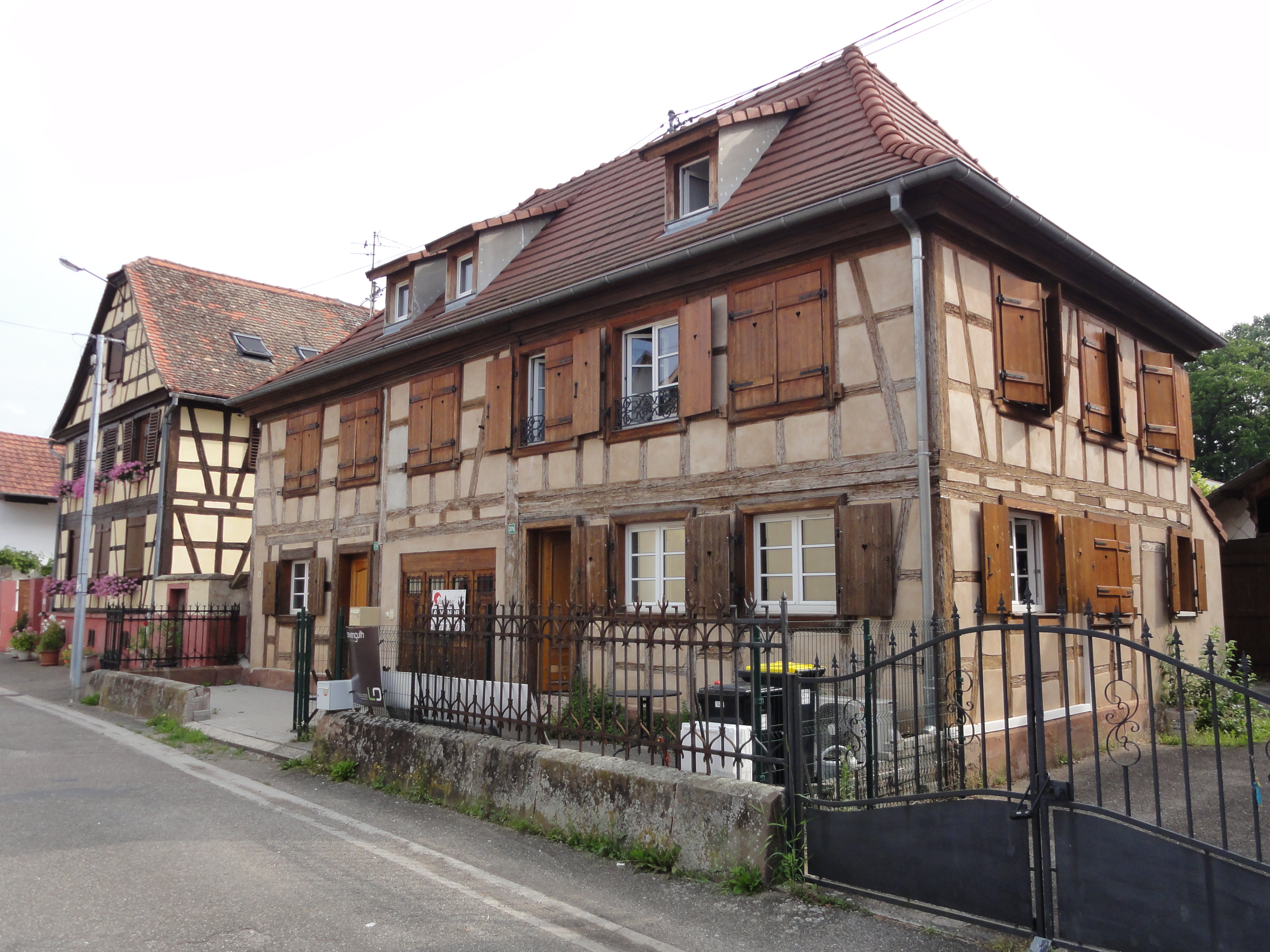
Synagoge in Quatzenheim, 2016

Die Synagoge in Quatzenheim, einer französischen Gemeinde im Département Bas-Rhin in der Region Grand Est, befand sich in der Rue des Seigneurs Nr. 37. Das Synagogengebäude wurde 1777 errichtet und 1819 umgebaut.
Die während des Zweiten Weltkriegs im Inneren zerstörte Synagoge wurde nach dem Krieg wieder eingerichtet und bis 1980 für den Gottesdienst genutzt.
Heute dient das Gebäude als Wohnhaus.